# Kneževo, Bosnien och Hercegovina
Kneževo, tidigare Skender Vakuf eller Skander Vakuf, är en ort i Bosnien och Hercegovina. Den är belägen i entiteten Republika Srpska, i den centrala delen av landet, 110 km nordväst om huvudstaden Sarajevo. Kneževo ligger 846 meter över havet och antalet invånare är 6 866.